# Эспарацетовый мёд
Мёд эспарцета — это моноцветный мёд, полученный из нектара цветков эспарцета, произрастающего в центральной России, Киргизии, южных регионах Европы, Африке, Азии и Канаде. 

## Происхождение
Эспарцет — многолетнее кормовое и мёдоносное растение из семейства бобовых; растет на одном месте от трех до семи лет. Хорошо произрастает на черноземах, а также на почвах с высоким содержанием извести и мергеля.
Яркие (розовые или красные) цветки эспарцета, собранные в конические кисти, распускаются рано, вскоре после того, как сады отцветут; цветение открывается на 3-4 недели.
Цветки эспарцета часто посещают пчёлы в течение дня и производят высококачественный легкий мёд с приятным ароматом. Пыльца коричневато-желтая.
Медовая продуктивность эспарцета сильно различается: в центрально-чернозёмных районах Украины урожайность мёда из эспарцета достигает 120 кг с гектара. При благоприятных условиях его медовая продуктивность достигает 400 кг с гектара!
Нектар начинает выделяться с момента цветения, как только венчик раскрывается, и чем больше, тем чаще и интенсивнее насекомые (мёдоносные пчелы) выбирают его из цветов. Кисти начинают цвести сначала у основания веточки, а внутри каждой кисти цветы также раскрываются снизу вверх. Ежедневно раскрываются 1-2 горизонтальных ряда цветков.
Обычно цветки, распустившиеся утром, уже вянут к вечеру того же дня или к утру следующего. Цветки, которые раскрываются вечером, сохраняются в течение суток. При неблагоприятной погоде, которая препятствует лёту пчёл и опылению, цветение будет длиться на 1-2 дня дольше. Вся кисть отцветает за 2-8 дней. Первыми засыхают пыльники, рыльце столбика какое-то время остается свежим.
Мёд из эспарцета в свежем виде имеет светло-жёлтый, почти прозрачный цвет. С началом кристаллизации медленно становится белым, кремового оттенка, напоминающим по цвету и консистенции сливочное мороженое.

## Основные характеристики
Консистенция и цвет мёда различаются в зависимости от региона, в котором собирается нектар. Цвет может варьироваться от полупрозрачного светло-жёлтого до белого. Например, мёд из эспарцета из Кыргызстана в сыром виде имеет светлый цвет, ближе к белому. Имеет нежную кремовую консистенцию.
Кристаллизация мёда из эспарцета протекает мёдленно. Процесс кристаллизации начинается примерно через месяц после откачки. После — мёд приобретает более густую мелкозернистую консистенцию и кремовый оттенок.
У эспарцетового мёда особый цветочно-сладкий вкус — приятный, умеренный, без привычной горечи, с ненавязчивым травяным послевкусием, напоминает вкус воды из роз.
Аромат насыщенный, приятный, напоминает запах розовой воды.
В других разновидностях эспарцетового мёда нет сахарозы и мало мальтозы.

## Состав и калорийность
В состав эспарцетового мёда входят минералы и микроэлементы железа, калия, марганца, хрома, меди; сложные углеводы, сахара, зольные вещества; аминокислоты, ферменты, фитогормоны, антиоксиданты, эфирные масла.
Мёд содержит витамины группы B и K, никотиновую, аскорбиновую кислоты, биотин, токоферол. 
Углеводов - 79-82% (глюкозы - 48-55%, фруктового сахара - 39-43%).
Белков - 0,7-0,8%.
Жиры и жирные кислоты отсутствуют.
Калорийность  (на 100 грамм) - 300-315 ккал;
калорий в порциях: чайная ложка - 34-38 ккал, столовая ложка - 105-110 ккал.

## Правила хранения
Мёд из эспарцета хранится долго, сохраняя все свои полезные свойства. Для этого его необходимо поместить в емкость из натурального материала: стекла или керамики. Наиболее подходящая температура для хранения мёда из эспарцета составляет от 7 до 20 градусов по Цельсию. Желательно хранить его в месте, где нет сильных посторонних запахов, которые он легко впитывает.